# Qualificazioni al campionato europeo maschile di calcio 1992 - Gruppo 7

## Classifica
| Team        | PT | G | V | N | P | RF | RS | DR  |
| ----------- | -- | - | - | - | - | -- | -- | --- |
| Inghilterra | 9  | 6 | 3 | 3 | 0 | 7  | 3  | +4  |
| Irlanda     | 8  | 6 | 2 | 4 | 0 | 13 | 6  | +7  |
| Polonia     | 7  | 6 | 2 | 3 | 1 | 8  | 6  | +2  |
| Turchia     | 0  | 6 | 0 | 0 | 6 | 1  | 14 | −13 |

## Incontri
| Arbitro: | Erik Fredriksson |

|                                              |           |  |
| Aldridge 15’, 58’, 73’ O'Leary 40’ Quinn 66’ | Marcatori |  |

| Arbitro: | Tullio Lanese |

|                                  |           |  |
| Lineker 39’ (rig.) Beardsley 89’ | Marcatori |  |

| Arbitro: | Pietro D'Elia |

|               |           |           |
| Cascarino 79’ | Marcatori | 67’ Platt |

| Arbitro: | Aleksej Spirin |

|  |           |                  |
|  | Marcatori | 37’ Dziekanowski |

| Arbitro: | Kurt Röthlisberger |

|          |           |           |
| Dixon 9’ | Marcatori | 29’ Quinn |

| Arbitro: | Mircea-Lucian Salomir |

|                                  |           |  |
| Tarasiewicz 72’, 80’ Kosecki 87’ | Marcatori |  |

| Dublino 1º maggio 1991, ore 14:00 CET | Irlanda           | 0 – 0 referto | Polonia | Lansdowne Road (45,795 spett.)\| Arbitro: \| John Blankenstein \| |
| Arbitro:                              | John Blankenstein |               |         |                                                                   |

| Arbitro: | Wolf-Günter Wiesel |

|  |           |          |
|  | Marcatori | 32’ Wise |

| Arbitro: | Guy Goethals |

|                                     |           |                                        |
| Czachowski 59’ Furtok 77’ Urban 86’ | Marcatori | 12’ McGrath 64’ Townsend 68’ Cascarino |

| Arbitro: | Antonio Martín Navarrete |

|           |           |  |
| Smith 21’ | Marcatori |  |

| Arbitro: | Hubert Forstinger |

|              |           |             |
| Szewczyk 32’ | Marcatori | 77’ Lineker |

| Arbitro: | Zoran Petrović |

|                     |           |                             |
| Çalimbay 13’ (rig.) | Marcatori | 8’, 58’ Byrne 55’ Cascarino |

## Classifica marcatori
3 reti
- John Aldridge
- Tony Cascarino

2 reti
- Gary Lineker (1 rig.)
- John Byrne
- Niall Quinn
- Ryszard Tarasiewicz

1 rete
- Peter Beardsley
- Lee Dixon
- David Platt
- Alan Smith
- Dennis Wise
- Paul McGrath
- David O'Leary
- Andy Townsend
- Piotr Czachowski
- Dariusz Dziekanowski
- Jan Furtok
- Roman Kosecki
- Roman Szewczyk
- Jan Urban
- Riza Çalimbay (1 rig.)